# ساغدیچ‌لی (یورغیر)
ساغدیچ‌لی (به ترکی استانبولی: Sağdıçlı) یک منطقهٔ مسکونی در ترکیه است که در یورغیر واقع شده‌است.